# Attaché wojskowy
Attaché wojskowy (attaché obrony) jest stanowiskiem w misji dyplomatycznej dla żołnierzy – dyplomatów za granicą państwa, którego są obywatelami i które reprezentują. Attaché funkcjonujący w specjalizacji wojskowej nazywa się attaché wojskowym, attaché morskim czy attaché lotniczym, a obszar jego kompetencji pokrywa się z przedstawicielstwem określonego rodzaju sił zbrojnych. Reprezentuje interesy państwa i wojska swego kraju za granicą. 
Attaché wojskowym jest zazwyczaj oficer sił zbrojnych w stopniu wojskowym generała (w państwach większych, takich jak Stany Zjednoczone czy Rosja), pułkownika (w państwach drugorzędnych wojskowo, takich jak Czechy lub Włochy) bądź majora. Attaché obrony posiada swoich zastępców. Zwyczajowo są to oficerowie sił zbrojnych w stopniu o jeden szczebel niższym.
W świetle prawa i praktyki dyplomatycznej attaché wojskowy wchodzi w skład personelu dyplomatycznego ambasady na równi z pozostałymi dyplomatami. Służbowo podlega ministrowi obrony, politycznie współpracuje z personelem dyplomatycznym ambasady. Attaché wojskowy lub lotniczy albo morski mogą posiadać według protokołu dyplomatycznego stopień dyplomatyczny radcy ministra lub I radcy, rzadko ministra pełnomocnego, natomiast zastępca attaché wojskowego stopień I lub II sekretarza.
Zadaniem attaché obrony jest kierowanie podległymi mu dyplomatami w celu zbierania informacji na rzecz sił zbrojnych państwa wysyłającego go. Może również zajmować się kwestiami zakupów uzbrojenia oraz reprezentowaniem interesów swych obywatel służących w formacjach wojskowych innych krajów.
Attaché wojskowi mogą być akredytowani jednocześnie w różnych państwach (za uprzednią ich zgodą).
Do końca przynależności Polski do Układu Warszawskiego ataszaty wojskowe podlegały Ministerstwu Obrony Narodowej za pośrednictwem Oddziału Ataszatów Wojskowych Sztabu Generalnego Wojska Polskiego, który stanowił część struktury Zarządu II Sztabu Generalnego WP. Po 1991 r. Oddział Ataszatów Wojskowych stworzono Biuro Ataszatów Wojskowych podległe Wojskowym Służbom Informacyjnym. Po likwidacji WSI w 2006 r. w MON stworzono Departament Wojskowych Spraw Zagranicznych, w skład którego wchodzi Oddział Ataszatów Wojskowych podlegający bezpośrednio dyrektorowi DWSZ.
Obowiązująca w Rzeczypospolitej Polskiej ustawa z dnia 21 stycznia 2021 roku o służbie zagranicznej stanowi, że stosunek służbowy oraz wynikające z niego prawa i obowiązki żołnierzy pełniących służbę w placówkach zagranicznych określają odrębne przepisy. Osobom wyznaczonym do wykonywania zadań Ministra Obrony Narodowej w placówce zagranicznej nadaje się stopień dyplomatyczny: attaché obrony (wojskowego, morskiego, lotniczego) albo zastępcy attaché obrony (wojskowego, morskiego, lotniczego).
Szczególne zasady wykonywania obowiązków służbowych przez żołnierzy zawodowych wyznaczonych do pełnienia służby w ataszatach obrony przedstawicielstw dyplomatycznych Rzeczypospolitej Polskiej oraz w stałych przedstawicielstwach Rzeczypospolitej Polskiej przy organizacjach międzynarodowych, a także organizację i funkcjonowanie ataszatów obrony w przedstawicielstwach dyplomatycznych Rzeczypospolitej Polskiej określa zarządzenie Ministrów Spraw Zagranicznych i Obrony Narodowej z dnia 27 maja 2004 roku w sprawie szczególnych zasad wykonywania obowiązków służbowych przez żołnierzy zawodowych pełniących służbę w placówkach zagranicznych oraz organizacji i funkcjonowania w placówkach zagranicznych ataszatów obrony.
W 2018 r. w Polsce było 39 akredytowanych ataszatów wojskowych przy przedstawicielstwach dyplomatycznych w Warszawie.